# Venance Grumel
Venance Grumel (ur. 23 maja 1890, zm. 13 sierpnia 1967) – francuski asumpcjonista, historyk, bizantynolog.  

## Życiorys
Urodził się jako François Grumel à La Serraz. W młodości wstąpił do zakonu asumpcjonistów. Studia teologiczne odbył w Jerozolimie (1913-1914), w Rzymie (1915-1916) i Fara Sabina (1916-1917). Związany z pismem „Échos d’Orient” (sekretarz redakcji). Autor wielu prac z zakresu bizantynologii m.in. podręcznika chronologii bizantyńskiej i regestów patriarchów Konstantynopola. 

## Wybrane publikacje
- Les Regestes des actes des Patriarches de Constantinople (381-1206), parus en 4 fascicules de 1932 à 1946.
- Traité d'Études Byzantines I « La Chronologie » dans Bibliothèque Byzantine Presses universitaires de France, Paris 1958.
- Le problème de la date pascale aux IIIe et IVe siècles. L'origine du conflit : le nouveau cadre du comput juif, 1960.
- Chronologie patriarcale au Xe siècle. Basile Ier Scamandrénos, Antoine III Scandalios le Studite, Nicolas II Chrysobergès , 1964
- Les relations politico-religieuses entre Byzance et Rome sous le règne de Léon l'Arménien, 1960.